# 陳正祥
陳 正祥（ちん せいしょう、1922年 - 2003年）は、中華民国の地理学者。
当時の中華民国浙江省温州市楽清に生まれる。1942年に、当時南京市にあった国立中央大学（国立中央大学の前身）の地理学部を卒業し、助手となって大学に残った。この後、日本、イギリス、オーストラリアなどに留学した。
1948年に国立台湾大学の農業経済系の教員となり、1963年には香港中文大学の地理学講座教授となった。その後はイタリアへ移り、世界農業経済学者協会と国際地理学連合が協力して実施した土地利用調査を主導し、5巻からなる世界農業地理図集の編集出版にあたった。
1962年には、日本の東北大学に提出した論文「台湾地誌」により、理学博士を取得した。
陳正祥は、世界的に知られた地理学者、生態学者であり、国際的にも最も成果を上げ、声望を得た中国人の地理学者であった。国際連合では世界農業地理委員会主席、国際エネルギー資源委員会主任、「世界環境保護大会」主席、国際研究院「中国委員會」主席などを歴任した。また、当時アジア人としてはただ一人の世界農業地理委員会のメンバーであり、地理学分野で権威のある学術誌『Geoforum』の国際編集委員の中で、ただ一人の台湾人であった。また長きにわたり、国際地理学連合の様々な委員会の委員や委員長を務めた。

## おもな著書

### 単著
- 广西地理、正中书局、1946年
- 自然与人生、正中书局、1947年
- 臺灣之經濟地理、臺灣銀行（臺灣研究叢刊）、1950年
- 中國的地名、商務印書館香港分館、1978年
- 廣東地誌、天地圖書、1978年
- 中國地圖學史、商務印書館香港分館、1979年
- 中國地理圖集、天地圖書、1980年
- 中国文化地理、生活・読書・新知三聯書店、1981年
- 中國經濟區域、中流出版社、1981年
  - 日本語訳：（青木千枝子 訳）中国経済地誌、古今書院、1982年
- 臺灣地名辭典：附臺灣的地名、南天書局、1993年

### 編著
- 中国歴史・文化地理図冊、原書房、1982年

### 共著
- （段紀憲との共著）臺灣之人口、臺灣銀行（臺灣研究叢刊）、1951年